# St. Anna (Bacharach-Steeg)

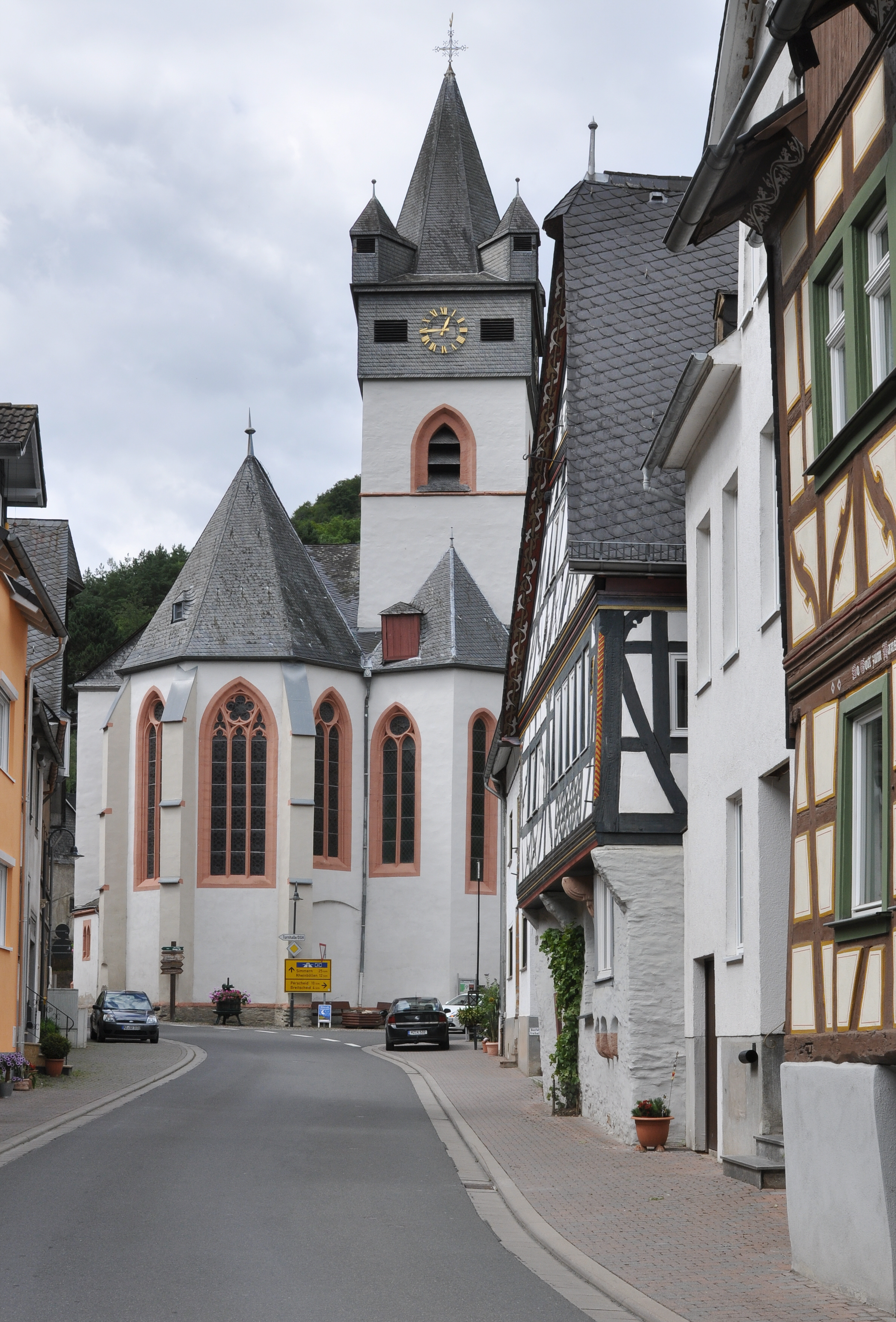
St. Anna (Bacharach-Steeg)

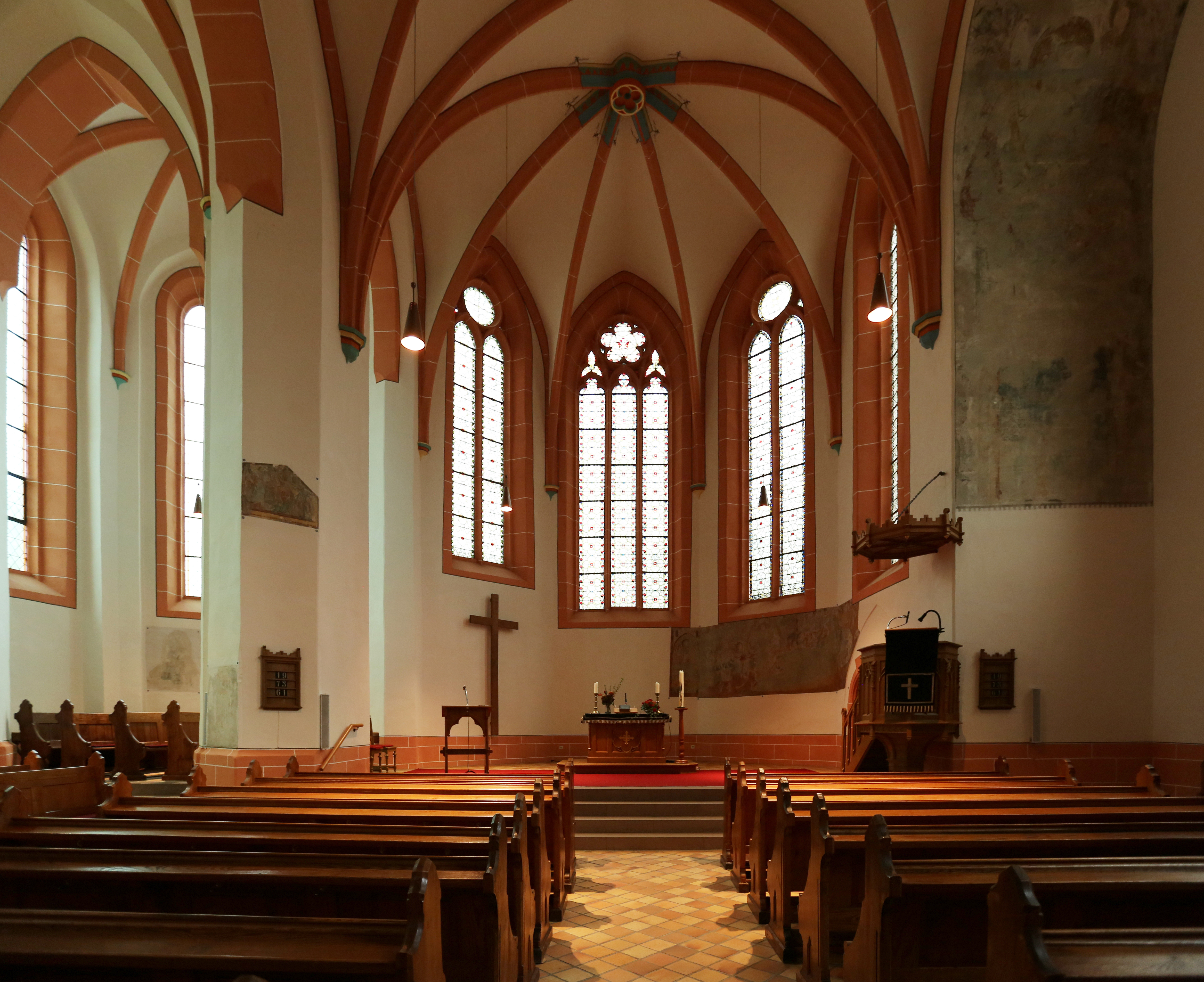
Innenansicht

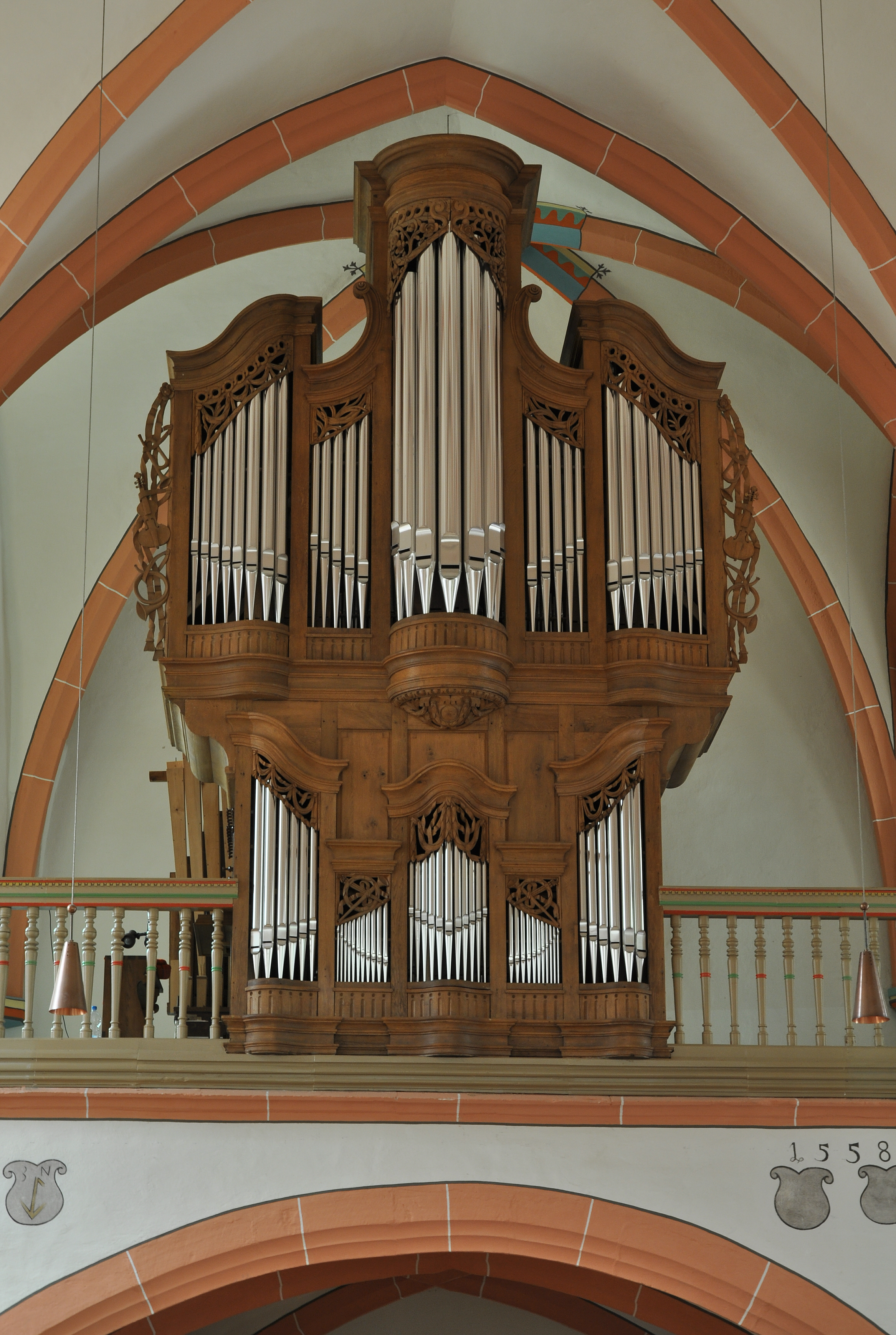
Orgel

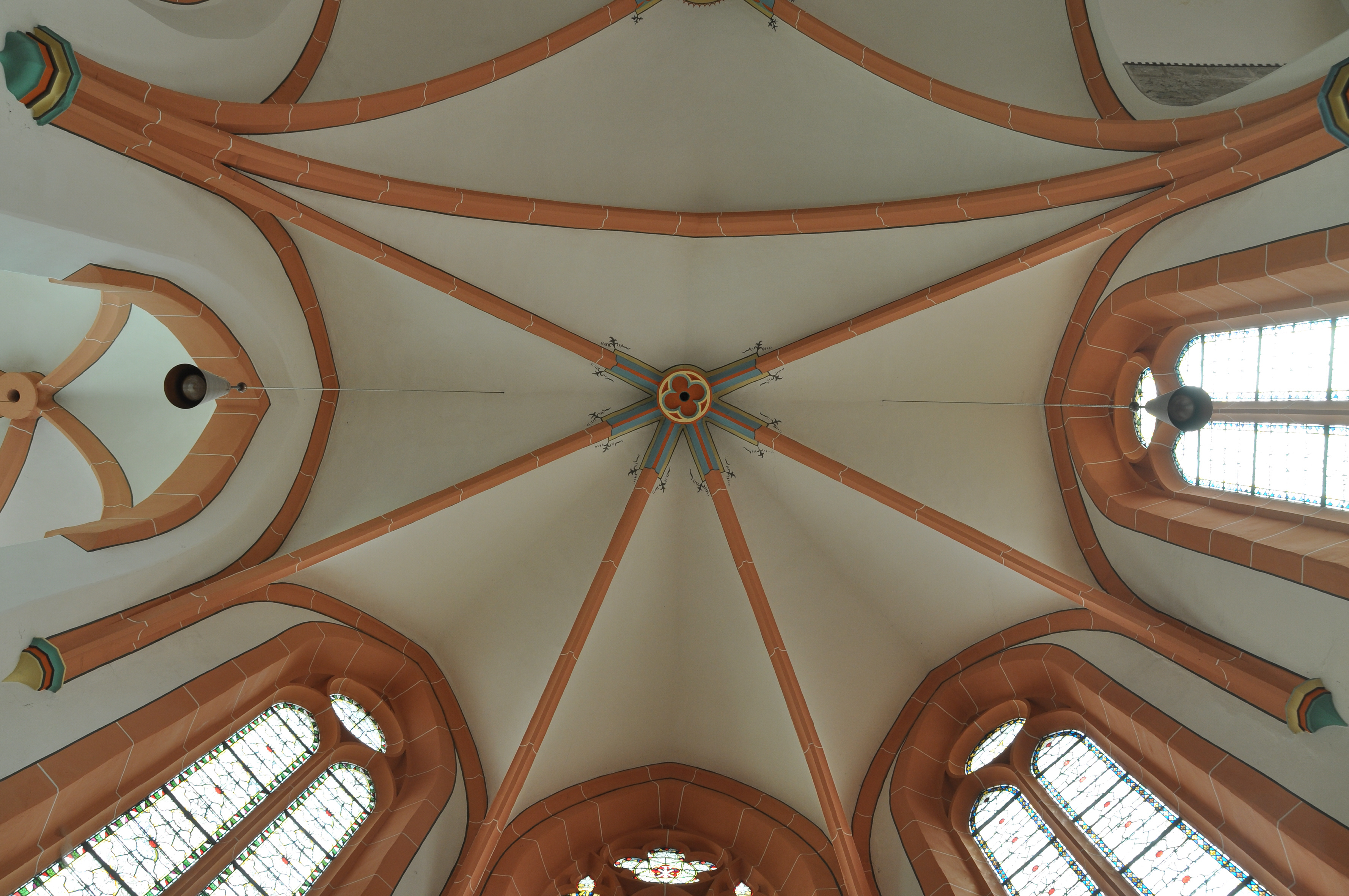
Chorpolygon Mittelschiff

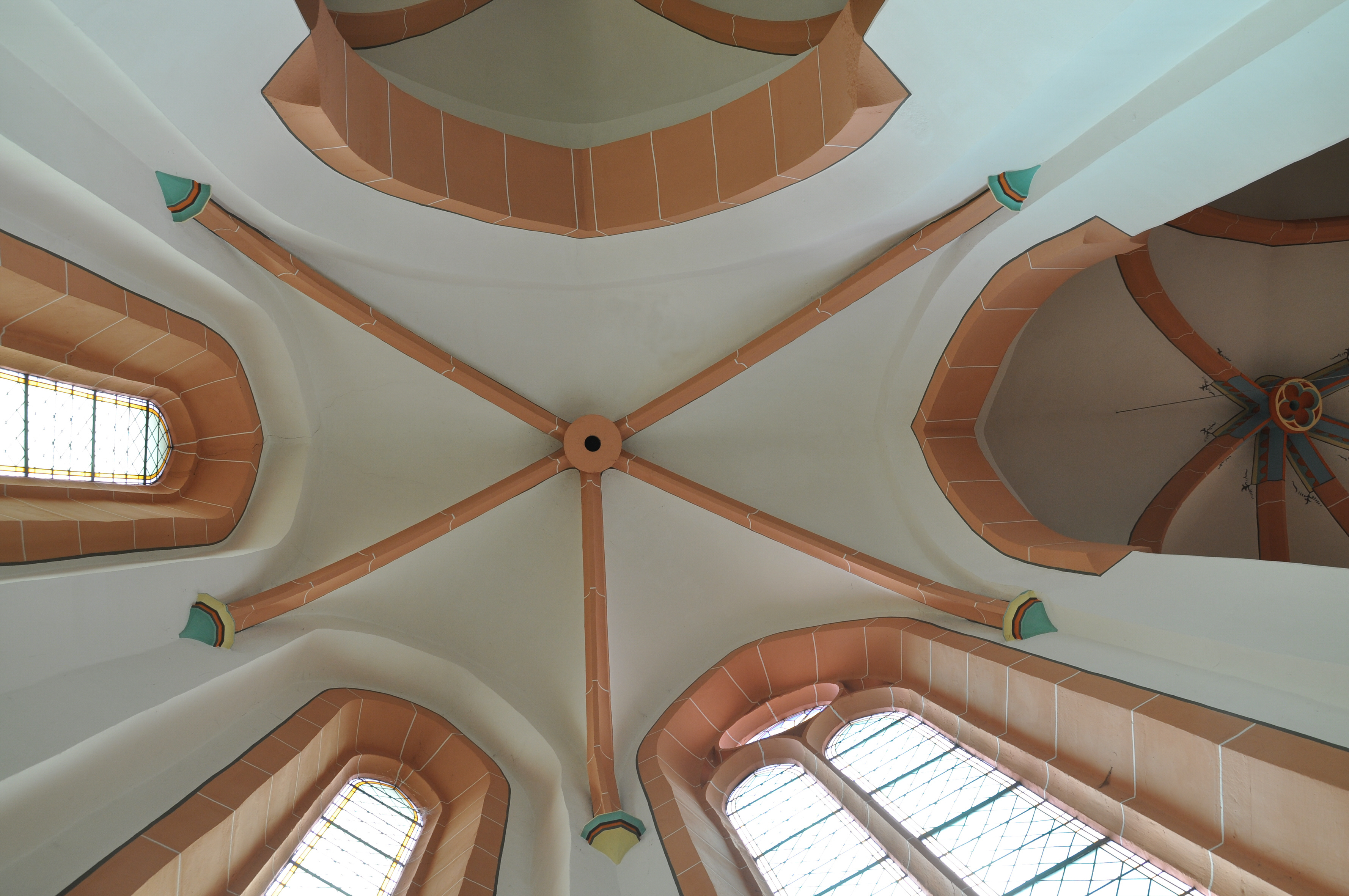
Chorpolygon Seitenschiff

Die evangelische Pfarrkirche St. Anna ist eine hochgotische Hallenkirche im Ortsteil Steeg von Bacharach im Landkreis Mainz-Bingen in Rheinland-Pfalz. Sie ist seit der Reformation in der Kurpfalz 1556 evangelisch und gehört zur Evangelischen Kirchengemeinde Vierthäler im Kirchenkreis Koblenz der Evangelischen Kirche im Rheinland.

## Geschichte und Architektur
Die aus dem frühen 14. Jahrhundert und der Folgezeit stammende ungleichmäßig zweischiffige Hallenkirche ist ein betont schmuckloses Bauwerk, das ähnlich wie die beiden Pfarrkirchen in Oberwesel nur durch die kubischen Architekturformen wirkt. Der Raum erhält jedoch durch die verschiedenartigen Bauteile seinen eigenen Reiz.
Das Bauwerk besteht aus dem südlichen Hauptschiff und dem nördlichen Nebenschiff zu je vier Jochen. Der Hauptchor ist als Fünfachtelschluss gebildet, der Nebenchor schließt in vier Seiten eines Sechsecks. Das Maßwerk der zwei- und dreibahnigen Fenster ist schlicht mit Kreisen, nur das Ostfenster ist reicher gestaltet. Die Wände sind außen zumeist völlig flach, nur an den Chören sind doppelt gestufte Strebepfeiler angebracht. Die Westwand ist schräg zur Achse des Langhauses gestellt und an der Südwestecke nochmals abgeschrägt.
Der im Jahr 1968 erneuerte Aufsatz des dreigeschossigen Nordostturms mit vier kantigen Ecktürmchen und achtseitigem Helm ist typisch für die mittelrheinische Architektur. Er verbindet sich mit den steilen, unregelmäßig zerlegten Dächern des Langhauses (das Südschiff hat ein eigenes Dach, der First der drei Westjoche ist höher als derjenige der Ostjoche) zu einer eindrucksvollen Silhouette.
Das Innere ist mit Kreuzrippengewölben über Konsolen abgeschlossen, die weit gespannten Gewölbe des Hauptschiffes sind querrechteckig, die des nördlichen Schiffes annähernd quadratisch. Die Strebepfeiler sind besonders im Südschiff weit nach innen gezogen und bilden dort tiefe Nischen. Die einfach abgeschrägten Pfeiler sind besonders in den Ostjochen mauerhaft ausgebildet, da der Turm darauf ruht. Ein in den Innenraum einspringender polygonaler Treppenturm begleitet den Turm an der Nordwestecke. Im Westjoch ist eine spätgotische Empore mit Netzgewölben und je einem breiten Bogen zu beiden Schiffen eingebaut, die nach einem aufgemalten Datum aus dem Jahr 1558 stammt und durch seitliche Treppenaufgänge erschlossen wird.

## Ausstattung
Reste spätgotischer Wandmalereien sind vermutlich in der zweiten Hälfte des 15. Jahrhunderts entstanden und zeigen das Weltgericht und die sogenannte Hostienmühle. Die Bemalung der Rippen, Schlusssteine und Konsolen stammt offenbar noch aus der Bauzeit und wurde 1968 freigelegt und ergänzt. Zwei Türen stammen aus der zweiten Hälfte des 18. Jahrhunderts.
Die Orgel ist ein Werk der Orgelbauer Gebrüder Stumm aus dem Jahr 1802 mit 20 Registern auf zwei Manualen und Pedal. Sie wurde 2006 nach aufwändiger Restaurierung durch Rainer Müller wieder eingeweiht.
Vier Stahlglocken des Bochumer Vereins, ais°-cis‘-e‘-fis‘ in der Unterseptimenrippe gegossen, stammen aus den 1920er Jahren.